# خانق سولاك
خانق سولاك (بالأوارية: Сулахъ кӏкIал)‏، (بالروسية: Сулакский каньон)‏ هو أعمق أخدود في أوروبا نحته نهر سولاك في داغستان، روسيا. يبلغ طول أخدود سولاك 53 كيلومتر (33 ميل)، ويبلغ عمقه أكثر من ميل (1,920 متر (6,300 قدم). إنه أعمق بمقدار 63 مترًا من الأخدود العظيم في الولايات المتحدة وأعمق 620 مترًا من وادي نهر تارا في أوروبا.

## جغرافية
الوادي هو نتيجة التعرية التي كشفت عن أحد الأعمدة الجيولوجية الأكثر اكتمالا على هذا الكوكب. داخل هذا الموقع الطبيعي، ظهرت رواسب من العصر الطباشيري والجوراسي والعصر الثالث إلى السطح، حيث توجد أحافير قديمة في كل منها. يقع أخدود سولاك في الجزء الأوسط من داغستان، في وادي نهر سولاك، على بعد حوالي 100 كم من محج قلعة.